# Hanni Burger
Hanni Burger (ur. 9 listopada 1953) – austriacka lekkoatletka, sprinterka, medalistka halowych mistrzostw Europy.
Zdobyła brązowy medal w sztafecie 4 × 1 okrążenie (w składzie: Maria Sykora, Brigitte Ortner, Christa Kepplinger i Burger) na halowych mistrzostwach Europy w 1970 w Wiedniu.
Była mistrzynią Austrii w sztafecie 4 × 400 metrów w 1975, a w 1977 była mistrzynią swego kraju w sztafecie 4 × 100 metrów oraz brązową medalistką w sztafecie 4 × 400 metrów.
20 czerwca 1976 w Südstadt ustanowiła rekord Austrii w sztafecie 4 × 400 metrów  czasem 3:34,42. Jest to do tej pory (czerwiec 2019) rekord Austrii.
Rekordy życiowe Burger:
| Konkurencja        | Data i miejsce             | Wynik   |
| ------------------ | -------------------------- | ------- |
| bieg na 200 metrów | 17 maja 1975, Südstadt     | 24,3    |
| bieg na 400 metrów | 24 maja 1975, Innsbruck    | 54,2    |
| bieg na 800 metrów | 21 czerwca 1978, Budapeszt | 2:13,50 |